# Василий (Веинович)
Епископ Василий (в миру Василие Веинович, серб. Василије Веиновић; 23 марта (4) апреля 1928, Подгорье, Босния и Герцеговина — 27 июля 1997, монастырь Милешева, Сербия) — епископ Сербской православной церкви, с 1994 по 1997 годы — епископ Милешевский.

## Биография

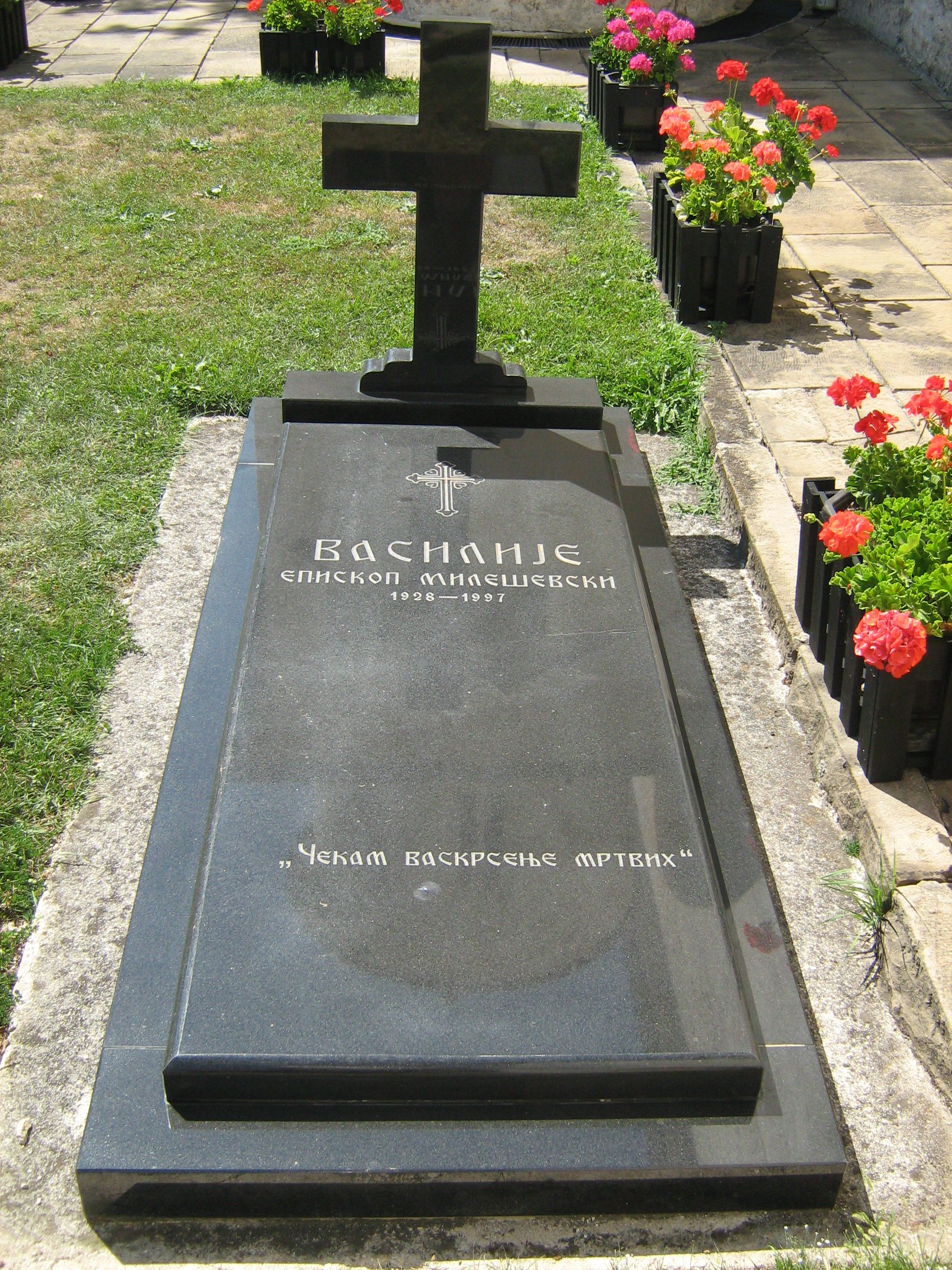
Гробница в Милешевском монастыре

Родился 23 марта (4) апреля 1928 года в Подгорье, в Боснии и Герцеговине.
Окончил Призренскую духовную семинарию и поступил в братию монастыря Высокие Дечаны, а в 1948 году был пострижен в монашество в Печском патриаршем монастыре.
С 1958 по 1960 годы, получив стипендию от издательства «Апостолики Диакония» Элладской православной церкви, обучался в Афинах.
После рукоположения в священный сан, с 1960 по 1971 годы служил в кафедральном соборе в честь святителя Саввы Сербского в Нью-Йорке.
В 1963 году последовал за епископом Дионисием (Миливоевичем), который отделился от Сербской церкви и основал Сербскую свободную церковь.
В марте 1979 года был рукоположен в сан епископа Западноевропейского в юрисдикции Новограчаницкой митрополии, а 23 июня 1991 года избран управляющим сербскими приходами в Австралии и Новой Зеландии. 15 февраля 1992 года вошёл в полное евхаристическое общение с Сербской православной церковью.
С 1994 по 1997 годы был управляющим Будимской и Милешевской епархиями.
Скончался 27 июля 1997 года в Милешевском монастыре.
29 июля 1997 года отпевание и погребение почившего иерарха в Милешевском монастыре возглавил патриарх Сербский Павел в сослужении 12 иерархов.